# هدف‌گیری ژنی
هدف‌گیری ژنی (به انگلیسی Gene targeting) یک تکنیک ژنتیکی است که با استفاده از نوترکیبی همولوگ، یک ژن درون زا (endogenous gene) را تغییر می‌دهند. این روش می‌تواند برای حذف یک ژن، حذف اگزون‌ها، اضافه کردن یک ژن و ایجاد جهش‌های نقطه‌ای مورد استفاده قرار گیرد. هدف‌گیری ژن می‌تواند دائمی یا شرطی باشد. منظور از «شرطی»، زمان یا دوره خاصی از زندگی ارگانیسم یا بافت خاص است. هدف‌گیری ژنی نیاز به ایجاد یک حامل (وکتور) خاص برای هر ژن مورد نظر دارد. با این حال، می‌تواند برای هر ژنی، بدون در نظر گرفتن فعالیت رونویسی یا اندازه ژن مورد استفاده قرار گیرد.

## روش‌ها
روش‌های هدف‌گیری ژن برای چندین موجود مدل ایجاد شده‌است و ممکن است بسته به نوع گونهٔ مورد استفاده، متفاوت باشد. به‌طور کلی، یک سازه هدف‌گیری که از DNA ساخته شده‌است در باکتری تولید می‌شود. این سازه به‌طور معمول شامل بخشی از ژن که مورد هدف قرار می‌گیرد، یک ژن گزارشگر و یک نشانگر انتخابی (غالب) است.
به منظور هدف‌گیری ژن در موش، این سازه سپس به سلول‌های بنیادی جنینی موش در محیط کشت تزریق می‌شود. پس از آن که سلول‌های با تزریق صحیح انتخاب شدند، می‌توان آن‌ها را برای مشارکت در بافت یک موش از طریق تزریق به جنین مورد استفاده قرار داد. در نهایت، موش کایمری که در آن سلول‌های تغییر یافته اندام‌های تناسلی را ساخته‌اند، برای تولید مثل انتخاب می‌شوند. پس از این مرحله تمام بدن موش بر پایه سلول‌های بنیادی جنینی که قبلاً انتخاب شده‌است می‌باشد.
به منظور هدف‌گیری ژن در خزه، این ساختار به همراه پروتوپلاست‌های تازه جدا شده و با پلی اتیلن گلیکول انکوبه می‌شود. از آنجایی که خزه‌ها موجوداتی هاپلوئید هستند، به منظور هدف‌گیری ژن، رشته‌های خزه (protonema) که قابلیت باززایی دارند را می‌توان از طریق تیمار با آنتی‌بیوتیک یا با استفاده از روش PCR، غربالگری کرد. از آن جایی که خزه‌ها در میان گیاهان منحصر به فرد هستند، این روش برای استفاده در ژنتیک معکوس به کارآمدی استفاده در مخمر می‌باشد. با استفاده از روش‌های تغییر یافته، هدف‌گیری ژن نیز با موفقیت در گاو، گوسفند، خوک و بسیاری از قارچ‌ها انجام شده‌است.
فراوانی هدف‌گیری ژن می‌تواند به‌طور قابل توجهی از طریق استفاده از اندونوکلئازهای مهندسی شده مانند نوکلئازهای انگشت روی (zinc finger nucleases), اندونوکلئازهای خانگی مهندسی شده (homing endonucleases), و نوکلئازهای بر پایه عوامل مؤثر TAL مهندسی شده (engineered TAL effectors) افزایش یابد. تا به امروز، این روش بر روی تعدادی از گونه‌ها از جمله مگس سرکه(۴)، تنباکو، ذرت، سلول‌های انسانی، موش و رت اعمال شده‌است.

## مقایسه با روش به دام انداختن ژن
به دام انداختن ژن بر پایه درج تصادفی یک قطعه نوکلئوتیدی (cassette) می‌باشد در حالی که در هدف‌گیری ژن یک ژن خاص مورد هدف قرار می‌گیرد. کاست‌ها می‌توانند برای بسیاری از موارد مختلف استفاده شوند در حالی که نیاز است که مناطق همسان طرفین ژن در کاست‌های مخصوص هدف‌گیری ژن برای هر ژن طراحی شود. این باعث می‌شود که روش به دام انداختن ژن برای استفاده در پروژه‌های بزرگ آسان‌تر و مناسب تر از روش هدف‌گیری ژنی باشد. از سوی دیگر، روش هدف‌گیری ژن می‌تواند برای ژن‌های با رونوشت کم که در روش دیگر غیرقابل تشخیص هستند استفاده شود. همچنین، احتمال به دام افتادن، با اندازه اینترون افزایش می‌یابد. در هدف‌گیری ژن، این ژن‌های فشرده به راحتی تغییر می‌یابند.

## کاربردها
هدف‌گیری ژن به‌طور گسترده‌ای برای مطالعهٔ بیماری‌های ژنتیکی انسانی با حذف ("knocking out") یا اضافه کردن ("knocking in ") جهش‌های خاص مورد نظر برای انواع مدل‌ها، مورد استفاده قرار گرفته‌است. در گذشته برای مهندسی، مدل‌های سلولی موشی استفاده می‌گردید و پیشرفت در فناوری‌های هدف‌گیری ژن، ایجاد موج جدیدی از مدل‌های بیماری انسانی isogenic را ممکن کرد. این مدل‌ها دقیق‌ترین مدل‌های آزمایشگاهی (in vitro) در دسترس پژوهشگران تا به امروز هستند، و توسعه داروها و روش‌های جدید تشخیصی منحصر به فرد(personalized) را به خصوص در زمینه سرطان تسهیل می‌نمایند.